# Eurycope wolffi
Eurycope wolffi là một loài chân đều trong họ Munnopsidae. Loài này được Kussakin miêu tả khoa học năm 1982.